# Джозеф Цай
Джозеф Цай (род. 1 января 1964 года, Тайбэй, Китайская Республика (Тайвань)) — предприниматель, сооснователь Alibaba Group
Образование: Йельская школа права с 1987 года по 1990 год, Йельский колледж с 1982 года по 1986 год, Lawrenceville School с 1977 года по 1982 год. Отец: Paul C. Tsai.
Места жительства: Гонконг, Ла-Холья. Участие в: Global Conference 2019, Global Conference 2021.
Награды и премии: Asia's Most Influential Taiwan (2021 год), Самые влиятельные люди Гонконга (2021 год), Самые влиятельные люди Гонконга (2023 год), Самые влиятельные люди Гонконга (2024 год).